# SMS Leipzig (1905)
Корабль его величества «Лейпциг» (нем. SMS Leipzig) — шестой корабль в серии из семи крейсеров типа «Бремен» флота Германской империи (Кайзерлихмарине), назван в честь г. Лейпциг. Построен на верфи AG Weser в г. Бремен. Корпус был заложен в 1904 году, спущен на воду в марте 1905 года. В апреле 1906 года вошёл в состав флота. Был вооружён главной батареей из десяти 105 мм орудий и двумя 450-мм торпедными аппаратами. Мог развивать скорость в 22,5 узла (41,7 км/ч).
«Лейпциг» проходил службу на заморских базах, с началом первой мировой войны в августе 1914 года он крейсировал у побережья Мексики. Присоединившись снова к восточноазиатской эскадре он проследовал в южноамериканские воды, где участвовал в битве при Коронеле, в ходе которой германская эскадра накрыла и потопила пару британских броненосных крейсеров. Месяц спустя «Лейпциг» принял участие в Фолклендской битве, в ходе которой восточноазиатская эскадра была почти полостью уничтожена. Британские крейсера HMS Glasgow и HMS Kent догнали и потопили «Лейпциг», большая часть его экипажа погибла в бою, выжило только 18 человек.

## Конструкция
«Лейпциг» был заложен по контракту «N», корпус был заложен на верфи AG Weser в г. Бремен в 1904 году, спущен на воду 21 марта 1905 года, после чего начались работы по достройке корабля. 20 апреля 1906 года корабль вошёл в состав Гохзеефлотте . Был 111,1 м длиной, 13,3 м шириной, имел осадку в 5,61 м, водоизмещение в 3816 т при полной боевой загрузке. Двигательная установка состояла из двух паровых машин тройного расширения, индикаторная мощность составляла 10 тыс. лошадиных сил (7500 кВт), корабль развивал скорость в 22 узла (41 км/ч). Пар для машины образовывался в десяти водотрубных паровых котлов военно-морского типа, топливом для которых служил уголь. Крейсер мог нести 860 тонн угля, что обеспечивало дальность плавания в 4690 морских миль (8690 км) на скорости в 12 узлов (19 км/ч). Экипаж крейсера состоял из 14 офицеров и 274—287 матросов.
Вооружение крейсера составляли десять 105 мм скорострельных орудий системы SK L/40 на одиночных опорах, Два орудия были размещены рядом на носу, шесть вдоль бортов по три на каждом борту и два бок о бок на корме. Орудия имели прицельную дальность в 12 200 м. Общий боезапас оставлял 1500 выстрелов, по 150 снарядов на орудие. Помимо артиллерийского вооружения крейсер нёс два 450-мм подводных торпедных аппарата с боезапасом по пять торпед на аппарат. Аппараты были установлены в корпусе судна по бортам под водой. Крейсер также мог нести пятьдесят морских мин. Корабль был защищён бронированной палубой толщиной до 80 мм. Толщина стен рубки составляла 100 мм, орудия были защищены тонкими щитами 50 мм толщины.

## История службы
Первым командиром корабля стал Франц фон Хиппер (с ввода в строй в апреле до сентября), после чего «Лейпциг» был отправлен на заморскую службу и приписан к восточноазиатской эскадре вместе с броненосными крейсерами «Шарнхорст» и «Гнейзенау» и лёгкими крейсерами «Эмден» и «Нюрнберг». Корабль крейсировал у западного побережья Мексики, с целью демонстрации присутствия в обоих Америках когда в августе 1914 года разразилась первая мировая война. Также «Лейпциг» имел задачу охранять германские интересы в Мексике в период беспорядков. Первые недели войны «Лейпциг» крейсировал у побережья Сан-Франциско, охотясь за торговыми судами с британским флагом. 18 августа крейсер сделал остановку у Галапагосских островов на пути к Южной Америке. Через неделю «Лейпциг» потопил британское судно, перевозившее сахар и 28 августа отправился к перуанскому побережью. 8 сентября крейсер остановился у Гаймаса (Мексика сохраняла нейтралитет) чтобы принять на борт уголь.

### Сражение при Коронеле
14 октября корабль присоединился к оставшейся части восточноазиатской эскадры под командованием вице-адмирала графа Максимиллиана фон Шпее у острова Пасхи, крейсер привёл с собой три судна-угольщика. 18 октября эскадра отправилась к Южной Америке, сделав по дороге остановку у островов Хуан Фернандес. 26 октября эскадра прошла у острова Мас-а-Фуэра и направилась к Вальпараисо, где германские моряки получили разведывательные сведения, что британский крейсер HMS Glasgow стоит у Коронеля. Фон Шпее решил идти к Коронелю, чтобы поймать британский крейсер до того как он покинет порт. Он не знал, что к «Глазго» присоединились броненосные крейсера HMS Good Hope и HMS Monmouth.
Патрулируя у Коронеля «Лейпциг» остановил и обыскал чилийскую барку, но поскольку Чили сохраняло нейтралитет и на барке не нашлось контрабанды немцы отпустили её. 1 ноября в 16.00 на «Лейпциге» заметили столб дыма на расстоянии, в 16.17 другой корабль и третий в 16.25. Британцы также заметили «Лейпциг», две эскадры построились в боевой порядок. «Лейпциг» занял третье место в германской линии позади двух бронированных крейсеров. В 18.07 фон Шпее отдал приказ: «Открыть огонь начиная слева», подразумевая, что каждый корабль будет обстреливать своего оппонента в строе. Немцы первыми открыли огонь в 18.34.
«Шархорст» и «Гнейзенау» быстро разгромили своих оппонентов, в то время «Лейпциг» безуспешно вёл огонь по «Глазго». В 18.49 снаряд «Глазго» попал в «Лейпциг» но не разорвался. «Лейпциг» и «Дрезден» пять раз накрыли «Глазго», затем фон Шпее приказал «Лейпцигу» подойти к подбитому «Гуд-Хоуп» и торпедировать его. Хлынувший ливень скрыл корабль и когда «Лейпциг» подошёл к месту, которое занимал «Гуд-Хоуп», тот уже затонул. Команда «Лейпцига» не знала о его гибели и не предприняла никаких спасательных операций. К 20.00 «Лейпциг» в наступившей темноте повстречал «Дрезден», обе команды решили, что перед ними вражеский корабль, но быстро поняли свои ошибку. В ходе битвы «Лейпциг» в сущности не получил повреждений, его экипаж не пострадал.

### Фолклендский бой
После битвы при Коронеле фон Шпее решил вернуться в Вальпараисо, чтобы получить дальнейшие приказы. «Шарнхорст», «Гнейзенау» и «Нюрнберг» вошли в залив, «Лейпциг» и «Дрезден» сопроводили угольщики в Мас-а-Фуэра. 6 ноября к крейсерам присоединилась оставшаяся часть восточноазиатской эскадры, крейсера пополнили запас угля и других материалов.. 10 ноября «Лейпциг» и «Дрезден» были отправлены в Вальпараисо и прибыли туда 13 ноября. Пять дней спустя они снова присоединились к эскадре в 460 км к западу от острова Робинзона Крузо, объединённая эскадра пошла к заливу Пеньяс, прибыв туда 21 ноября. Там корабли заправились углём и приготовились к длинному пути вокруг мысу Горн. Тем временем британцы, опомнившись от шока после поражения у Коронеля послали могучие линейные крейсера HMS Invincible и HMS Inflexible под командованием вице-адмирала Доветона Старди с задачей найти и уничтожить корабли эскадры фон Шпее. 11 ноября они покинули 
Британию и 7 декабря достигли Фолклендских островов, по дороге объединившись с бронированными крейсерами «Карнарвон», «Кент» и «Корнуолл» и лёгким крейсером «Бристоль» и повреждённым крейсером «Глазго».

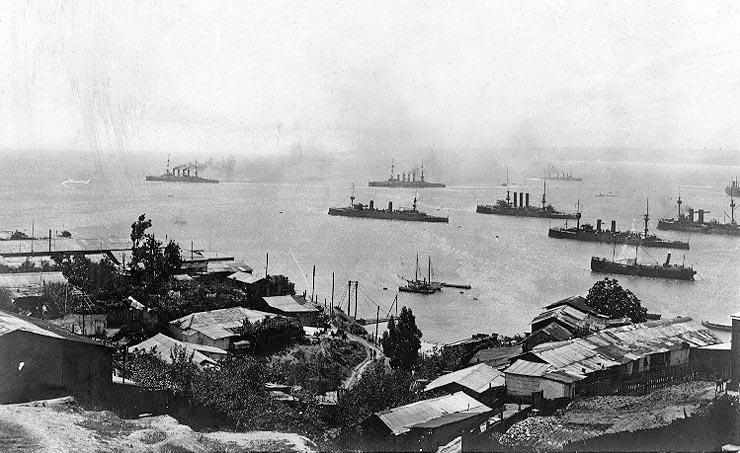
Восточноазиатская эскадра выходит из Вальпараисо (впереди идут чилийские крейсера)

26 ноября восточноазиатская эскадра вышла из залива Пеньяс, направляясь к мысу Горн, достигнув его 2 декабря. У мыса Горн «Лейпциг» захватил канадское судно «Drummuir» в качестве приза, судно несло 2.750 тонн угля. Уголь был перегружен на угольщики «Баден» и «Санта-Изабель» у острова Пиктон. В ночь на 6 декабря фон Шпее провёл совещание с командирами кораблей обсудив предлагаемое им нападение на Фолклендские острова. Фрегаттенкапитан Хаун, командир крейсера «Лейпциг» вместе с капитанами «Гнейзенау» и «Дрездена» выступил против плана и предложил обойти Фолкленды, выступив за войну на торговых путях из Ла-Платы. Тем не менее, фон Шпее принял решение атаковать Фолкленды утром 8 декабря.
Утром 8 декабря немцы подошли к Порт-Стенли, столице Фолклендских островов. Британцы скоро заметили их, подняли пары и вышли им навстречу. Фон Шпее подумал сначала, что британцы подожгли угольные склады дабы немцы не захватили их. Осознав присутствие мощной британской эскадры, фон Шпее отказался от нападения, приказал повернуть и спасаться бегством. Британцы быстро вышли из залива и бросились в погоню. К 12.25 линейные крейсера догнали отступавшую эскадру и открыли огонь по «Лейпцигу», занимавшую последнее место в германской линии, но не добились попаданий. Фон Шпее приказал лёгким крейсерам отойти и бежать а «Шархорсту» и «Гнейзенау» повернуть к своим преследователям, он надеялся, что сможет прикрыть отступление оставшейся части эскадры. В ответ Стэрди послал свои крейсера в погоню за «Нюрнбергом», «Дрезденом» и «Лейпцигом».
«Глазго» погнался за «Лейпцигом» и скоро настиг его, открыв огонь в 14.40. После 20 минутного обстрела «Лейпциг» был подбит. Германский крейсер повернул в порт, чтобы увеличить дистанцию, а затем повернул направо, чтобы вести огонь со всего борта. В последующем бою оба корабля получили несколько попаданий, что вынудило «Глазго» прервать бой и отступить перед лицом более мощных броненосных крейсеров. «Лейпциг» получил серьёзные повреждения от обстрела «Корнуолла» и «Кента» и загорелся, но тем не менее не вышел из боя и продолжил биться. В ходе боя «Лейпциг» 18 раз попал в «Корнуолл», причинив ему повреждения. Также «Лейпциг» выпустил три торпеды по британским кораблям, но не добился попаданий. В 19.20 Хаун приказал затопить повреждённый крейсер. Подошли британские корабли и открыли огонь по повреждённому кораблю с близкой дистанции, что погубило многих членов экипажа. Британцы также уничтожили куттер, заполненный выжившими, погубив их всех. В итоге «Лейпциг» опрокинулся и затонул в 21.05, капитан Хаун пошёл на дно со своим кораблём. Британцы смогли спасти только 18 человек из холодных вод Атлантического океана.